# Passengers Alighting from Ferry Brighton at Manly
Passengers Alighting from Ferry Brighton at Manly (Español: Pasajeros descienden del barco Brighton en Manly) fue la primera película realizada en Australia.
La película trata de pasajeros que descendían del barco Brighton en Manly Wharf.
En septiembre de 1896, Sestier y Henry Walter Barnett abrieron el primer cine de Australia, el Salon Lumière en Pitt Street, Sydney. Fue en este cine donde se proyectó la película por primera vez el 27 de octubre de 1896 con la promesa de más por venir.
Sestier y Henry Walter Barnett, realizaron unas 19 películas en Sydney y Melbourne entre octubre y noviembre de 1896, siendo estas las primeras películas hechas en Australia.
No existe ninguna copia sobreviviente de la película.